# Tabakanbau in Deutschland

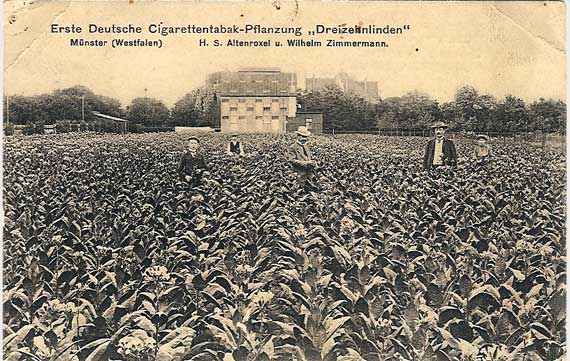
Tabakpflanzung von Heinrich Schulte-Altenroxel in Münster-Uppenberg, um 1912

Der Tabakanbau in Deutschland hat zwar eine über 400 Jahre alte Tradition vorzuweisen, unter den deutschen Klimaverhältnissen ist er jedoch eine Sonderkultur in pflanzenbaulicher Grenzlage. Hohe Nachfrage nach Tabakprodukten, Devisenmangel und Einfuhrbeschränkungen des Staates sowie hohe Flächen- und ausreichende Arbeitsproduktivität für kinderreiche Bauernfamilien waren die Basis für die Ausbreitung der deutschen Tabakproduktion, die seit Beginn des 21. Jahrhunderts in Deutschland kaum noch Bedeutung hat. 2023 wurde von 44 Anbauern auf 1100 Hektar Tabak angebaut. Das erbrachte etwa 3300 Tonnen und einen Umsatz von rund 22 Millionen Euro.

## Geschichte des Anbaus

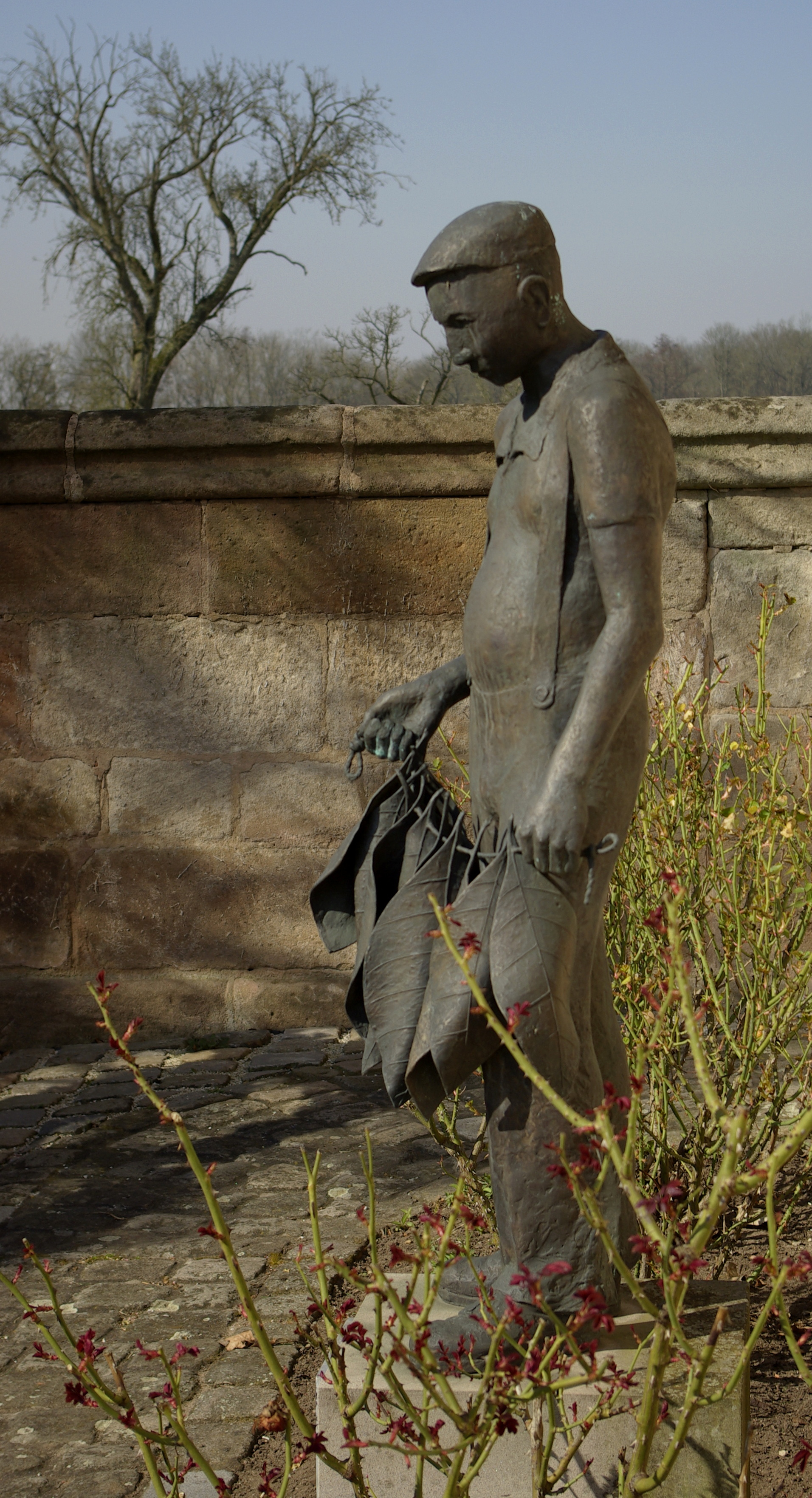
Denkmal „Zur Erinnerung an den ersten Tabakanbau ANNO 1670“ in Großgründlach bei Nürnberg

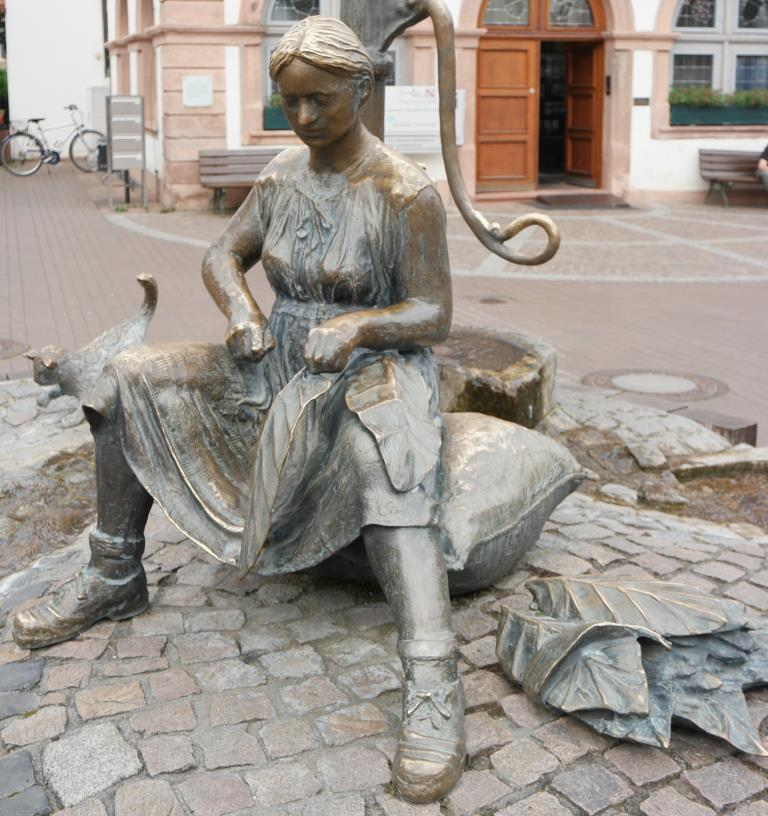
Denkmal „Tabaknäherin“ in Lorsch, Südhessen

Nach einer Urkunde aus der Pfalz soll der erste Tabak in Deutschland im Jahr 1573 im Pfarrgarten von Hatzenbühl (Hochstift Speyer) angebaut worden sein. Die Geistlichen jener Zeit galten oftmals als Übermittler botanischer Neuerungen und neuer medizinischer Anwendungen. So interessierte zunächst die Anwendung von Tabak in der Medizin. Pfalzgraf Friedrich IV. ordnete bereits 1598 Anbauversuche in der Kurpfalz an. 1615 wurde in Holland der erste Tabakbau zu Erwerbszwecken aufgenommen. „Holländischer Knaster“ in der „Delfter Thonpfeife“ geraucht und holländischer Schnupftabak wurden zur Mode. Holländische Tabakbauern ließen sich im Raum Mannheim nieder und bauten die Sorten „Amersforter“, „Geudertheimer“ und „Goundie“ an. Durch die im Dreißigjährigen Krieg (1618–1648) in Deutschland herumziehenden Söldnerheere wurde das Tabakrauchen stark verbreitet. Die in der Markgrafschaft Baden-Durlach und dem Hochstift Speyer aufgenommenen Hugenotten brachten Tabaksamen und Anbauerfahrung aus Frankreich mit und schufen damit die Voraussetzung für die weitere Verbreitung des Anbaus in Deutschland. Die mitgebrachte Tabaksorte wurde nach der neuen Heimat „Friedrichstaler“ genannt. Herrschaftshäuser in Mitteldeutschland warben Hugenotten und Pfälzer als Tabakbauern mit großzügigen Privilegien an. So entstanden auch in Pommern und der Uckermark bedeutende Anbaugebiete. Im Jahr 1708 erwähnte der Geograph Johann Gottfried Gregorii alias Melissantes den exzellenten Tabak aus Wasungen in Thüringen.
Bis zum Ende des 19. Jahrhunderts kam es zu einer großen Ausbreitung; ca. 200.000 Landwirtschaftsbetriebe bauten damals auf über 30.000 ha Tabak an. (Baden 10.000 ha, Preußen 7.000 ha, Bayern einschl. Pfalz 7.000 ha, restliche deutsche Länder 6.000 ha). Ab Anfang des 20. Jahrhunderts wurde für die kleinbäuerliche Landwirtschaft insbesondere in Baden und der Südpfalz Tabak eine der wichtigsten Einnahmequellen. Im Jahr 1927 wurde der Interessenverband der deutschen Tabakpflanzer in Berlin gegründet. Tabak bot vielen Landwirtsfamilien sowie vielen Taglöhnern Arbeit und Einkommen, nachdem 1920 ein Beimischungszwang für heimischen Tabak in Zigarren und Zigaretten in Deutschland eingeführt worden war. Zur Verbesserung der deutschen Tabakqualitäten wurde 1927 ein Tabakforschungsinstitut in Forchheim mit Paul Koenig als erstem Direktor gegründet.
Die europäische Tabakblauschimmel-Pandemie im Jahr 1960, die durch unvorsichtiges Hantieren eines Wissenschaftlers mit dem bei Tabak den sogenannten Falschen Mehltau hervorrufenden Pilz peronospora tabacina an der Bundesanstalt für Tabakforschung in Forchheim verursacht wurde, stellte das Überleben vieler landwirtschaftlicher Betriebe in Frage. Der damals bereits begonnene Strukturwandel der Landwirtschaft wurde in den Tabakanbaugebieten durch diesen Einkommensverlust noch verstärkt. Der Tabakanbau spielt in Deutschland seit der Jahrtausendwende nur noch in wenigen Regionen (Südpfalz, Nordbaden, Uckermark) eine wirtschaftlich bedeutsame Rolle.
Mit 4.600 ha Tabakanbau in Deutschland (2009) hat sich die Anbaufläche seit Jahren kaum verändert. Das größte Anbaugebiet liegt in Baden-Württemberg (39 %), gefolgt von Rheinland-Pfalz (26 %), Bayern (16 %) und Brandenburg (7 %). Alle anderen Länder haben mit zusammen 12 % Anbauflächenanteil geringe Bedeutung. Seit dem Wegfall der Subventionen durch die EU im Jahr 2010 wurde der Anbau von luftgetrockneten Tabaksorten in Deutschland eingestellt. Die verbliebenen Virginsorten mit künstlicher Trocknung werden auf ca. 2000 ha (2019) angebaut.
Mit 4000 Arbeitsstunden pro Hektar war der Arbeitsaufwand (Ende 19. Jahrhundert) allerdings sehr hoch, aber die Einnahmen pro Flächeneinheit um das 10- bis 20-fache höher als bei Getreideanbau. Durch entsprechende Mechanisierung konnte inzwischen der Handarbeitsaufwand gesenkt werden, beträgt bei den verbliebenen Virginsorten (2018) noch immer ca. 400 h/ha.

## Anbau
Der Anbau der tropischen Pflanze Tabak in Europa erfordert besondere Maßnahmen beim Anbau. Das Saatgut ist extrem klein; 1000 Körner wiegen 0,1 Gramm. Die optimale Keimtemperatur liegt um 30° Celsius und die Pflanze verträgt keinerlei Frosttemperaturen.
Werden die Samen in einem Leinenbeutel bei Feuchtigkeit und entsprechender Temperatur gehalten setzt die Keimung ein. Nach wenigen Tagen können die Samen in Anzuchtbeete gesät werden nach etwa 4 Wochen erreichen die Pflanzen das 4 Blattstadium um ins Feld ausgepflanzt zu werden.

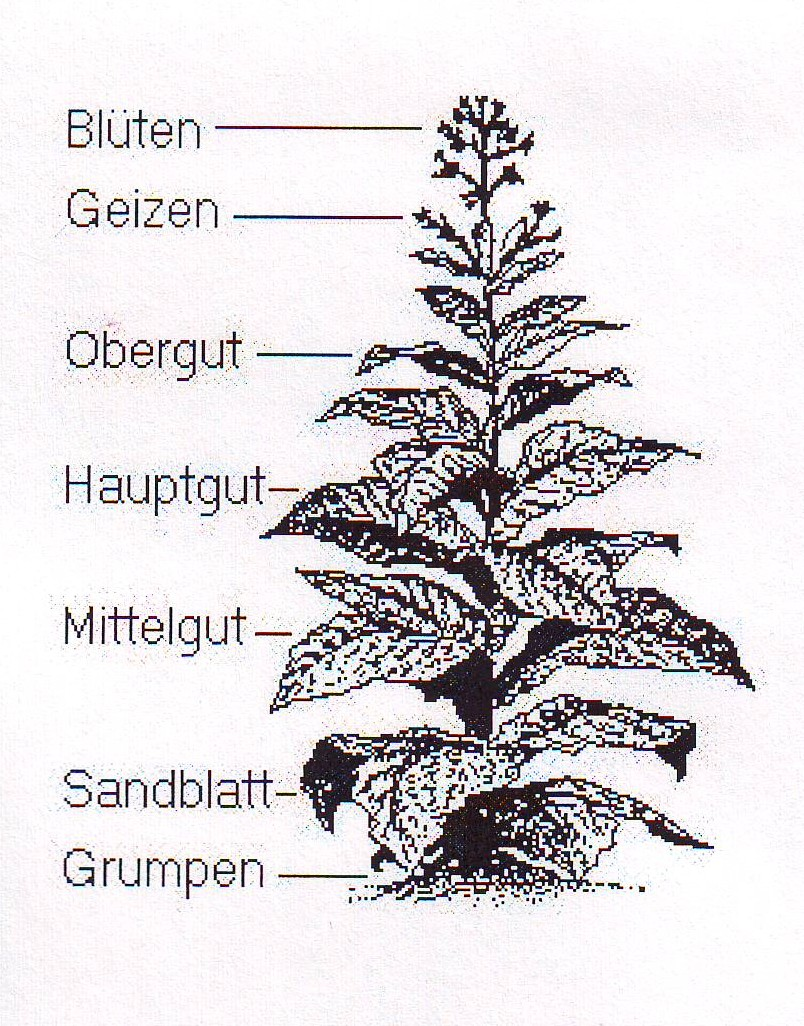
Tabakpflanze Sorte Burley Quelle: M. Raupp Diplomarbeit 1962

Die Auspflanzung des Tabaks im Feld erfolgt in Deutschland Anfang Mai, wenn die Gefahr von Spätfrösten nicht mehr besteht. Die früher übliche Handpflanzung ist verschwunden; seit den 1960er Jahren erfolgt die Pflanzung mit traktorgezogenen Pflanzmaschinen. Die Pflege des Tabaks auf dem Feld beschränkte sich bis 1959 in erster Linie auf die mechanische Unkrautbekämpfung mit Handhacke, Hackgeschirr und Häufelpflug.
Nach der Ernte treiben die in den Blattachseln entstehenden Geiztriebe erneut aus. Die neuen Blätter werden als Nachtabak bezeichnet. Im letzten Jahrhundert wurde der Nachtabak von den Anbauern zum „Selbstverbrauch“ aufbereitet und der blattlose „Tabakstrunk“ getrocknet und als Heizmaterial verwendet.
Die geernteten Tabakblätter werden mehrere Wochen lang getrocknet. Der Wassergehalt der Blätter sinkt von 90 % direkt nach der Ernte auf einen Gehalt von etwa 15 %, die Blätter färben sich braun und chemische Abbauprozesse setzen ein. In Deutschland war bis 2010 die Trocknung in Tabakschuppen die bevorzugte Methode. Solche Tabakschuppen, meist große hölzerne Gebäude, sind typisch für die (süddeutschen) Tabakanbaugebiete. Die aktuell (2020) angebauten Virginsorten werden ausschließlich künstlich getrocknet. Die Versorgung mit Saatgut und die Fachberatung für die Pflanzer wurde von der NiCoTa GmbH übernommen, die dem Bundesverband Deutscher Tabakpflanzer nahesteht.

## Vermarktung

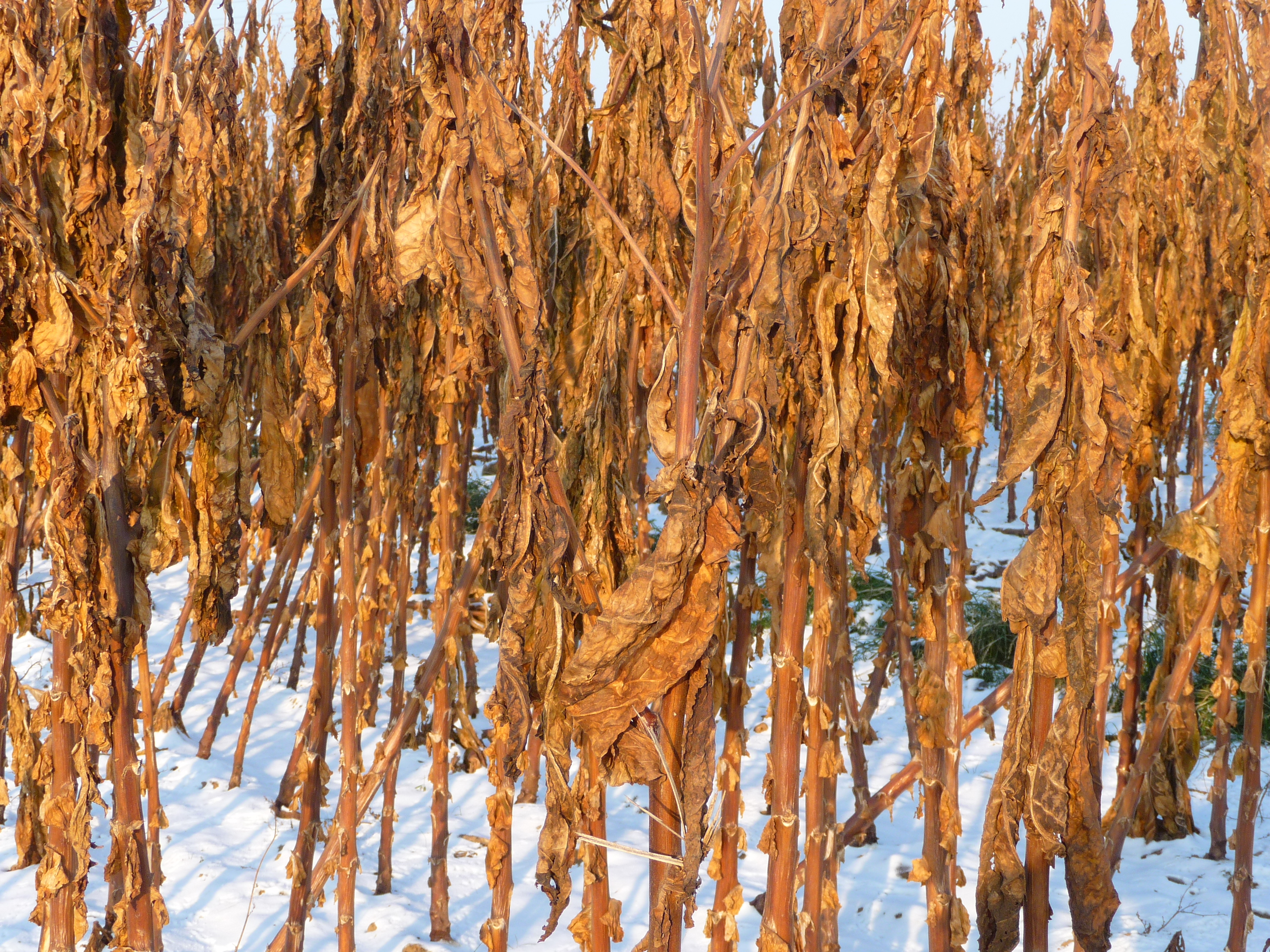
Erfrorene Tabakpflanzen auf einem nicht abgeernteten Feld in der Nähe von Heidelberg

Die dunklen Tabaksorten Geudertheimer und Friedrichstaler wurden in der Zigarrenfabrikation verwendet. Die hellen Sorten Burley und Virginia finden noch heute ihren Absatz als Zigarettentabak. Bis Mitte des 20. Jahrhunderts wurde durch einen gesetzlichen verordneten Beimischungszwang deutscher Tabake der Absatz gesichert. Zigaretten mit einem Anteil deutschen Tabaks finden sich noch heute in Roth-Händle. Die Anbauer sind im Bundesverband deutscher Tabakpflanzer, die Tabakverarbeiter im Verband der deutschen Rauchtabakindustrie zusammengeschlossen. Seit Beginn des 21. Jahrhunderts sind mehrere Untersuchungen auf dem Weg, das spezielle pflanzenbauliche Wissen der Tabakanbaubetriebe für andere Kulturen zu nutzen bzw. den Anbauern entsprechende Anbaualternativen aufzuzeigen.